# 根掛
根掛（ねがけ）は日本髪の髷の根元に巻きつけて用いる紐状の飾り物。
もともと派手な身なりの娘義太夫の芸人などが舞台で身につけていたものだが、大正頃に一般の家庭の夫人の間にも流行し既婚者の髷である丸髷に飾られるのが一般的になった。
現在は日本髪離れもあって殆ど見られないが、稀に大正頃の品が弘法市などの歴史のある市に出品されることがある。

## 形状
十数センチ程度の細い組紐にいくつかの翡翠やメノウで作った大振りのビーズを通したもの。
飾り石の種類は玉簪と同様に、冬の紅珊瑚、夏の翡翠がポピュラーだが、瑪瑙やガラス玉などもよく見られる。